# Якуб Кєлб
Якуб Кєлб (пол. Jakub Kiełb; нар. 15 липня 1993, Яроцин, Польща) — польський футболіст, фланговий захисник познаньської «Варти».

## Ігрова кар'єра
Першим клубом Якуба Кєлба був аматорського дивізіону УКС СМС з міста Лодзь. Тільки починаючи з сезону 2012/13 Кєдб почав виступати Першій лізі за клуб ЛКС. Ще по одному сезону футболіст провів у клубах «Термаліка Брук-Бет» та «Хробри».
У 2016 році Кєлб приєднався до клубу Другої ліги «Варта» (Познань) і за чотири сезони разом з командою пройшов шлях від Другої ліги до Екстракласи. 23 серпня 2020 року у матчі проти «Лехії» з Гданська Якуб Кєлб дебютував у вищому дивізіоні чемпіонату Польщі.